# Alpine Para-Skiweltmeisterschaften 2019
Die 14. Alpinen Para-Skiweltmeisterschaften 2019 waren ein alpiner Wettkampf im Behindertensport, der in zwei Ländern durchgeführt wurde. Slalom und Riesenslalom fanden vom 21. bis 24. Januar auf dem Sella Nevea, Italien, und Super-G, Abfahrt und Super-Kombination vom 28. bis 31. Januar in Kranjska Gora, Slowenien, statt.
Die Weltmeisterschaften wurden vom Internationalen Paralympischen Komitee (IPC) durchgeführt. 98 Sportlerinnen und Sportler aus 28 Nationen nahmen an den Wettkämpfen teil.

## Veranstaltungen

### Männer
| Wettbewerb        | Klasse       | Gold                                      | Zeit    | Silber                                    | Zeit    | Bronze                               | Zeit    |
| Abfahrt           | sehbehindert | Giacomo Bertagnolli Guide: Fabrizio Casal | 1:00.28 | Josef Lahner Guide: Franz Erharter        | 1:02.10 | Jakub Krako Guide: Branislav Brozman | 1:02.55 |
| Abfahrt           | sitzend      | Jeroen Kampschreur                        | 58.81   | Kurt Oatway                               | 59.44   | Takeshi Suzuki                       | 1:00.87 |
| Abfahrt           | stehend      | Théo Gmür                                 | 58.62   | Markus Salcher                            | 59.28   | Arthur Bauchet                       | 59.43   |
| Super-G           | sehbehindert | Giacomo Bertagnolli Guide: Fabrizio Casal | 1:02.93 | Jakub Krako Guide: Branislav Brozman      | 1:04.39 | Miroslav Haraus Guide: Maroš Hudik   | 1:05.82 |
| Super-G           | sitzend      | Jeroen Kampschreur                        | 1:01.15 | Kurt Oatway                               | 1:04.18 | Jesper Pedersen                      | 1:04.30 |
| Super-G           | stehend      | Théo Gmür                                 | 59.23   | Arthur Bauchet                            | 1:00.52 | Markus Salcher                       | 1:01.06 |
| Riesenslalom      | sehbehindert | Marek Kubačka Guide: Mária Zatovičová     | 2:03.64 | Giacomo Bertagnolli Guide: Fabrizio Casal | 2:08.58 | Josef Lahner Guide: Franz Erharter   | 2:10.01 |
| Riesenslalom      | sitzend      | Jeroen Kampschreur                        | 2:10.55 | Niels de Langen                           | 2:12.32 | Jesper Pedersen                      | 2:12.69 |
| Riesenslalom      | stehend      | Arthur Bauchet                            | 2:04.80 | Théo Gmür                                 | 2:05.51 | Thomas Walsh                         | 2:07.33 |
| Slalom            | sehbehindert | Giacomo Bertagnolli Guide: Fabrizio Casal | 1:55.43 | Miroslav Haraus Guide: Maroš Hudik        | 1:57.07 | Josef Lahner Guide: Franz Erharter   | 1:58.73 |
| Slalom            | sitzend      | Jeroen Kampschreur                        | 1:50.98 | Jesper Pedersen                           | 1:54.80 | Igor Sikorski                        | 1:59.11 |
| Slalom            | stehend      | Arthur Bauchet                            | 1:43.71 | Thomas Pfyl                               | 1:51.18 | Mitchell Gourley                     | 1:53.25 |
| Super-Kombination | sehbehindert | Giacomo Bertagnolli Guide: Fabrizio Casal | 1:46.32 | Jakub Krako Guide: Branislav Brozman      | 1:49.88 | Miroslav Haraus Guide: Maroš Hudik   | 1:51.03 |
| Super-Kombination | sitzend      | Jeroen Kampschreur                        | 1:46.24 | Jesper Pedersen                           | 1:48.44 | Takeshi Suzuki                       | 1:49.44 |
| Super-Kombination | stehend      | Arthur Bauchet                            | 1:40.68 | Thomas Pfyl                               | 1:45.75 | Thomas Walsh                         | 1:47.39 |

### Frauen
| Wettbewerb        | Klasse       | Gold                                       | Zeit    | Silber                                  | Zeit    | Bronze                                  | Zeit               |
| Abfahrt           | sehbehindert | Menna Fitzpatrick Guide: Jennifer Kehoe    | 1:16.07 | Kelly Gallagher Guide: Gary Smith       | 1:31.59 | keine Teilnehmerin                      | keine Teilnehmerin |
| Abfahrt           | sitzend      | Anna Schaffelhuber                         | 1:08.54 | Anna-Lena Forster                       | 1:10.03 | Momoka Muraoka                          | 1:11.33            |
| Abfahrt           | stehend      | Marie Bochet                               | 1:05.02 | Andrea Rothfuss                         | 1:10.88 | Ammi Hondo                              | 1:11.06            |
| Super-G           | sehbehindert | Menna Fitzpatrick Guide: Jennifer Kehoe    | 1:12.99 | Melissa Perrine Guide: Bobbi Kelly      | 1:14.81 | Kelly Gallagher Guide: Gary Smith       | 1:17.38            |
| Super-G           | sitzend      | Anna Schaffelhuber                         | 1:10.12 | Momoka Muraoka                          | 1:11.55 | Laurie Stephens                         | 1:14.06            |
| Super-G           | stehend      | Marie Bochet                               | 1:07.46 | Andrea Rothfuss                         | 1:11.43 | Frédérique Turgeon                      | 1:11.60            |
| Riesenslalom      | sehbehindert | Henrieta Farkašová Guide: Natália Šubrtová | 2:14.58 | Melissa Perrine Guide: Bobbi Kelly      | 2:22.77 | Menna Fitzpatrick Guide: Jennifer Kehoe | 2:25.66            |
| Riesenslalom      | sitzend      | Momoka Muraoka                             | 2:21.43 | Anna Schaffelhuber                      | 2:23.14 | Anna-Lena Forster                       | 2:34.91            |
| Riesenslalom      | stehend      | Marie Bochet                               | 2:03.35 | Alana Ramsay                            | 2:13.84 | Petra Smaržová                          | 2:14.08            |
| Slalom            | sehbehindert | Henrieta Farkašová Guide: Natália Šubrtová | 2:08.45 | Menna Fitzpatrick Guide: Jennifer Kehoe | 2:13.53 | Melissa Perrine\| Guide: Bobbi Kelly    | 2:18.05            |
| Slalom            | sitzend      | Anna-Lena Forster                          | 2:18.24 | Anna Schaffelhuber                      | 2:21.60 | Momoka Muraoka                          | 2:26.42            |
| Slalom            | stehend      | Marie Bochet                               | 2:03.35 | Frédérique Turgeon                      | 2:13.84 | Andrea Rothfuss                         | 2:14.08            |
| Super-Kombination | sehbehindert | Melissa Perrine Guide: Bobbi Kelly         | 2:02.19 | Menna Fitzpatrick Guide: Jennifer Kehoe | 2:03.84 | Kelly Gallagher Guide: Gary Smith       | 2:07.43            |
| Super-Kombination | sitzend      | Momoka Muraoka                             | 2:04.60 | Anna Schaffelhuber                      | 2:05.72 | Anna-Lena Forster                       | 2:05.92            |
| Super-Kombination | stehend      | Marie Bochet                               | 1:54.70 | Andrea Rothfuss                         | 2:01.36 | Frédérique Turgeon                      | 2:02.72            |

## Medaillenspiegel
| Platz | Land                   | Gold | Silber | Bronze |    |
| ----- | ---------------------- | ---- | ------ | ------ | -- |
| 1     | Frankreich             | 8    | 1      | 1      | 10 |
| 2     | Niederlande            | 5    | 1      | —      | 6  |
| 3     | Italien                | 4    | 1      | —      | 5  |
| 4     | Deutschland            | 3    | 7      | 3      | 13 |
| 5     | Slowakei               | 3    | 3      | 4      | 10 |
| 6     | Vereinigtes Königreich | 2    | 3      | 3      | 8  |
| 7     | Schweiz                | 2    | 3      | —      | 5  |
| 8     | Japan                  | 2    | 1      | 5      | 8  |
| 9     | Australien             | 1    | 2      | 2      | 5  |
| 10    | Kanada                 | —    | 4      | 2      | 6  |
| 11    | Österreich             | —    | 2      | 3      | 5  |
| 12    | Norwegen               | —    | 2      | 2      | 4  |
| 13    | Vereinigte Staaten     | —    | —      | 3      | 3  |
| 14    | Polen                  | —    | —      | 1      | 1  |